# Socialdemocràcia

La rosa vermella, símbol internacional de la socialdemocràcia.

La socialdemocràcia (també anomenada democràcia social o reformisme) és una ideologia política que defensa la intervenció econòmica i social per promoure la justícia social en el marc d'una economia capitalista, amb un règim polític que inclou la negociació col·lectiva, la democràcia representativa, mesures per a la distribució de la riquesa, i la regulació de l'economia segons l'interès general i l'estat del benestar. Per tant, l'objectiu de la socialdemocràcia és crear les condicions, dins d'una societat capitalista, per aconseguir més democràcia, igualitarisme i solidaritat; i sovint s'associa amb el conjunt de polítiques socioeconòmiques que s'han fet famoses al nord i a l'oest d'Europa durant l'última meitat del segle xx (particularment el model escandinau dels països nòrdics).
L'origen de la socialdemocràcia es va originar en una ideologia política que proposava una transició evolutiva i pacífica del capitalisme al socialisme, fent servir processos polítics establerts, en contrast amb l'estratègia revolucionària de transició associada a altres corrents socialistes. La socialdemocràcia se separà del comunisme, arran del suport dels partits socialdemòcrates als respectius estats i el seu colonialisme durant la primera Guerra Mundial, en contrast amb l'oposició que van mantenir-hi comunistes i anarquistes. Més tard, als inicis de la postguerra a l'Europa Occidental, els partits social democràtics van rebutjar el model polític i econòmic de la Unió Soviètica, i es van comprometre a seguir una via alternativa entre el capitalisme i el socialisme. En aquest període, els socialdemòcrates van adoptar una economia mixta, basada en el predomini de la propietat privada, amb només una minoria de serveis essencials sota propietat pública. A causa d'això, la socialdemocràcia es va associar amb l'economia keynesiana, l'intervencionisme estatal i l'estat del benestar; i abandonà l'antic objectiu de substituir el sistema capitalista (factor de mercat, propietat privada i treball pagat) per un sistema econòmic socialista qualitativament diferent.
La socialdemocràcia moderna es caracteritza per un compromís amb les polítiques que frenin la desigualtat, l'opressió de grups infraprivilegiats i la pobresa; incloent-hi el suport a l'accés universal als serveis públics com la cura d'ancians, la cura infantil, l'educació, l'atenció sanitària i l'assegurança laboral. El moviment socialdemòcrata també té fortes connexions amb el moviment obrer i els sindicats, i dona suport al dret a la negociació col·lectiva per als treballadors i les treballadores, i també a mesures per estendre la presa de decisions de forma democràtica més enllà de la política, particularment en l'esfera econòmica, en forma de cogestió per a treballadors/es i altres actors econòmics. Sovint s'associen els partits socialdemòcrates, o si més no alguns d'ells, amb la tercera via, una ideologia que es va desenvolupar als anys noranta i que aparentment vol fusionar l'economia liberal amb les polítiques de benestar socialdemocràtiques, malgrat que alguns analistes han categoritzat la tercera via dins del moviment social liberal o neoliberal.
En sentit estricte, la socialdemocràcia és una tendència política que va sorgir a Europa a la segona meitat del segle xix, com una ideologia política d'esquerra de caràcter europeista que promou un socialisme democràtic i reformista. És una versió socialista peculiar de països altament desenvolupats. És pròpiament un fenomen del nord d'Europa —Finlàndia, Suècia, Noruega, Alemanya, Àustria, Dinamarca— que obeeix a l'avenç del moviment obrer dels països nòrdics. La socialdemocràcia sosté que l'autoritat pública ha d'intervenir per restablir l'equilibri i la llibertat econòmica. «Competència on sigui possible, planificació on sigui necessària», va ser la proclama del Partit Socialdemòcrata Alemany en el seu Programa de Godesberg de 1959.

## Història
Inicialment, els partits socialdemòcrates incloïen els socialistes revolucionaris, com ara Rosa Luxemburg i Vladímir Lenin, al costat d'aquells que advocaven per un enfocament gradual i evolucionari, com ara Eduard Bernstein, Karl Kautsky i Jean Jaurès. Després de la Primera Guerra Mundial i la Revolució Russa, la democràcia social va relacionar-se exclusivament amb el mètode no revolucionari i finalment amb una gestió més regulada del capitalisme, contrària a l'abolició de les classes socials i la propietat privada dels mitjans de producció, característiques del socialisme des dels seus inicis. Un dels factors de la diferenciació fou, també, el suport de la socialdemocràcia a la primera guerra mundial i al colonialisme, mentre que socialistes revolucionaris i comunistes s'hi oposaren; i als seus respectius estats, enfront dels intents revolucionaris, com passà a Alemanya, on els socialdemòcrates foren cabdals en l'esclafament de la revolució espartaquista.
La democràcia social moderna emfatitza un programa de reforma legislativa gradual del sistema capitalista per tal de fer-lo més igualitari i humà, i sovint l'objectiu teòric de construir una societat socialista és completament oblidat o es redefineix de manera procapitalista.

## Ideologia
El terme democràcia social també pot ser utilitzat per referir-se a un tipus particular de societat que els socialdemòcrates advoquen. L'organització Internacional Socialista (IS), una organització mundial de partits socialdemòcrates i socialistes democràtics, defineix la democràcia social com una forma ideal de la democràcia representativa, que pugui resoldre els problemes que es troben a la democràcia liberal. El SI emfatitza els següents principis:
- Primerament, llibertat; no solament les llibertats individuals, sinó també la llibertat de la discriminació i la llibertat de la dependència, sigui dels propietaris dels mitjans de producció o sigui dels que abusin del poder polític.
- Després, igualtat i justícia social; no solament davant la llei, sinó igualtat econòmica i també sociocultural, i oportunitats iguals per a tothom, incloent-hi aquells/es que tenen discapacitats físiques, mentals o socials.
- Finalment, solidaritat; unitat i un sentit de compassió per les víctimes de la injustícia i la desigualtat.

## Diferències entre la socialdemocràcia i el socialisme democràtic
El socialisme democràtic és un corrent de pensament diferent de la socialdemocràcia, atès que els socialistes democràtics volen treballar per establir una societat socialista amb un sistema econòmic socialista. Molts partits que es diuen "socialdemòcrates" han tractat de distanciar-se dels partits socialistes democràtics. Naturalment, hi ha temes comuns, i alguns socialistes democràtics segueixen associats amb els partits socialdemòcrates en un intent per convertir-los en partits més socialistes.
En la majoria dels casos, els socialdemòcrates es conformen en un estat capitalista amb característiques socialistes, mentre que els socialistes democràtics proposen el socialisme absolut i volen abolir el capitalisme democràticament. En altres casos, però, alguns partits conserven un nom o un altre només per accidents històrics.
En termes generals, hi ha dos punts de vista en relació amb la socialdemocràcia i el socialisme democràtic:
- Un punt de vista diu que els socialistes demòcrates són només socialdemòcrates d'esquerra, i no pas un corrent de pensament separat. Molts socialdemòcrates reconeixen llur herència marxista obertament i en participen dels debats en termes ortodoxos.
- El segon punt de vista s'oposa a aquest argument i declara que, encara que la socialdemocràcia i el socialisme democràtic afavoreixen la "humanització" del capitalisme, per als socialistes demòcrates això és només un pas cap a la construcció d'una societat socialista. Per tant, d'acord amb aquest segon punt de vista, atès que els socialdemòcrates han abandonat la meta de construir una societat completament socialista, no han d'anomenar-se "socialistes", sinó reformistes.